# Auguste Duméril

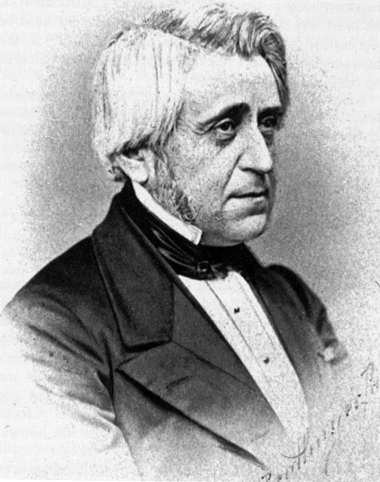
Auguste Duméril.

Auguste Henri André Duméril (* 30. November 1812 in Paris; † 12. November 1870 ebenda) war ein französischer Mediziner und Zoologe. Er war von 1857 an Professor für Herpetologie und Ichthyologie am Muséum national d’histoire naturelle in Paris.

## Leben und Wirken
Duméril war ein Sohn des Zoologen André Marie Constant Duméril und dessen Ehefrau Alphonsine Delaroche. Der Arzt Daniel Delaroche war sein Großvater und François Étienne Delaroche war sein Onkel. Duméril hatte noch zwei Schwestern und zwei Brüder.
Auguste Dumeril studierte an der Universität von Paris Medizin und wurde dort 1843 zum Doktor der Wissenschaften promoviert. Im darauffolgenden Jahr wurde er an der Universität von Paris Assistent des Professors für vergleichende Physiologie.
Am 15. Mai 1843 heiratete Duméril in Lille (Département Nord) Eugénie Duméril (1819–1914) und hatte mit ihr eine Tochter, Adèle (1844–1909). Während der Februarrevolution 1848 kehrte Duméril zusammen mit seiner Familie nach Paris zurück. 1851 wurde er als Nachfolger Gabriel Bibrons (1805–1848) ein Assistent seines Vaters am Muséum national d’histoire naturelle und unterstützte ihn bei dessen Beschreibungen aller bekannten Reptilien in der Erpétologie générale. 1857 wurde er selbst Professor am Muséum national d’histoire naturelle.
1867 versuchte er im Jardin des Plantes in Paris erfolglos zu erklären, warum vereinzelte Axolotl eine Metamorphose zu lungenatmenden Tieren durchgemacht hatten; dies gelang 1874 Marie von Chauvin durch gezielte Änderung der Umweltbedingungen.
1869 wurde er Mitglied der Académie des sciences in Paris. Im darauffolgenden Jahr starb Auguste Duméril in Paris und fand auf dem Friedhof Père-Lachaise seine letzte Ruhestätte (Division 25).

## Schriften (Auswahl)

### Aufsätze
- Monographie de la tribu des torpédiniens ou raies électriques comprenant un genre nouveau, trois espèces nouvelles et deux espèces nommées dans le musée de Paris, mais non encore décrites. In: Revue et magasin de zoologie pure et appliquée. 2. Folge, Band 4, Nummer 4–6, 1852 S. 176–189, S. 227–244, S. 270–285.
- Note sur un nouveau genre de Reptiles Sauriens, de la famille des Chalcidiens (le Lépidophyme), et sur le rang que les Amphisbéniens doivent occuper dans la classe des Reptiles. In: Revue et magasin de zoologie pure et appliquée. 2. Folge, Band 4, Nummer 9, 1852, S. 401–414 (online).
- Description des reptiles nouveaux ou imparfaitement connus de la collection du Muséum d'histoire naturelle et remarques sur le classification et les caractères des reptiles. Premier Mémoire. In: Archives du Muséum d'Histoire Naturelle, Paris. Band 6, 1852, S. 209–264 (online).
- Description des reptiles nouveaux ou imparfaitement connus de la collection du Muséum d'histoire naturelle et remarques sur le classification et les caractères des reptiles. Deuxième Mémoire. In: Archives du Muséum d'Histoire Naturelle, Paris. Band 8, 1856, S. 437–588 (online).

### Bücher
- zusammen mit Gabriel Bibron und André M. C. Duméril: Erpétologie Générale ou Histoire Naturelle Complète des Reptiles. Librairie Encyclopédique de Roret, Paris 1834–1854 (9 Bände, 1 Atlas) (online)
- L’évolution du foetus. Fain et Thunot, Paris 1846 (online).
- Catalogue méthodique de la collection des reptiles du Muséum d’Histoire Naturelle de Paris. Gide et Baudry, Paris 1851 (online).
- Histoire naturelle des poissons ou Ichthyologie générale. 2 Bände, Librairie encyclopèdique de Roret, Paris 1865–1870 (online).
- zusammen mit Marie Firmin Bocourt und François Mocquard: Études sur les reptiles. Mission Scientifique au Mexique et dans l’Amérique Centrale (= Recherches zoologiques, Teil 3, Abschnitt 1). Imprimerie Imperiale, Paris 1870–1900.